# Meyers 200
Мейерс 200 (англ. Meyers 200) — лёгкий одномоторный самолёт, выпускавшийся в США в 1950-х и 1960-х годах XX столетия.
Мейерс 200 — детище Эла Мейерса (англ. Allen (Al) H. Meyers) — результат развития конструкции его же Meyers MAC-145. Обладатель ряда рекордов скорости в своём классе, Мейерс 200 привлекает поклонников своими плавными очертаниями и также известен очень прочной конструкцией планера.

## Конструкция
Самолёт представляет собой одномоторный четырёхместный моноплан с низкорасположенным крылом и убирающимся трёхопорным шасси с носовым колесом.
Центральная часть фюзеляжа от моторного отсека и до задней границы багажного отсека, а также центроплан, представляют собой сварную пространственную ферму, выполненную из тонкостенных труб (хромомолибденовая сталь 4130), с алюминиевой обшивкой. Хвостовая часть — монокок.
Консоли крыла крепятся к центроплану в трёх точках, расположенных на лонжероне и задней стенке. Крыло имеет как геометрическую, так и аэродинамическую крутку, что способствует снижению индуктивного сопротивления на крейсерской скорости, минимизирует риск срыва в штопор на больших углах атаки, а также, в сочетании с повышенной нагрузкой на крыло, повышает стабильность при полете в неспокойном воздухе.
Для улучшения взлётно-посадочных характеристик крыло снабжено выдвижными закрылками (Фаулера). Привод закрылков — гидравлический.
Система управления выполнена с использованием жёстких тяг в каналах крена и тангажа (управление элеронами и рулём высоты) и тросовой проводки в канале рыскания (руль направления). Элероны с осевой компенсацией (элероны Фриза — англ. Friese). Руль высоты и элероны оснащены триммерами. Управление самолётом двойное, штурвальное.
Носовая стойка шасси убирается по потоку, основные — поперёк потока к фюзеляжу. В полете ниши шасси закрыты щитками. Система выпуска и уборки шасси — гидравлическая с аварийным ручным насосом и возможностью выпуска шасси под действием собственного веса при полном отказе гидравлики. В выпущенном и убранном положениях стойки шасси фиксируются замками. Колесо носовой стойки управляемое, с приводом от педалей. Колёса основных стоек шасси тормозные. Привод тормозов расположен на левом педальном узле. Тормозная система — гидравлическая.

На самолёт устанавливались 6-цилиндровые атмосферные горизонтальные оппозитные двигатели воздушного охлаждения Continental O-470 (прототип Meyers 200), IO-470 (Meyers 200A-C) и IO-520 (Meyers 200C-D, Aero Commander 200D и 200E), а также турбовинтовой Garrett AiResearch TPE-331-6 (Interceptor 400). Винт изменяемого шага правого вращения двух или трёхлопастный.

## История производства
Мейерс 200 (прототип) был построен компанией Meyers Aircraft Company в 1953 году. Выпуск самолёта вёлся в небольших количествах до 1965 года, когда права на конструкцию были куплены Аэро Коммандер (англ. Aero Commander) — подразделением корпорации Норт Америкэн Рокуэлл (англ. North American Rockwell). В 1965—1967 гг. было выпущено 77 самолётов семейства Aero Commander 200.
Производство на Meyers Aircraft Company велось, практически, вручную от первого и до последнего шага. Каждый самолёт строился под конкретный заказ. Когда заказов на постройку не было, компания занималась ремонтом самолётов. Чтобы не загромождать небольшое помещение (а изначально фабрика была расположена на площади чуть больше 900 м².), рудиментарные шаблоны и приспособления, которые использовались при сборке, поднимали к потолку, подвесив за стропила. Оснастка, необходимая для массового производства, отсутствовала и специалистам Рокуэлл пришлось создавать её, практически с нуля, что потребовало значительных вложений и в результате привело к признанию проекта экономически неэффективным.
В 1968, когда руководство Рокуэлл уже практически приняло решение о прекращении производства Aero Commander (Meyers) 200D, к нему обратился бизнесмен из Детройта Лаймон Лайон (Lymon Lion). Во время службы в вооружённых силах Лайон летал на самолётах с турбовинтовыми двигателями и захотел получить самолёт с аналогичным двигателем в личное пользование. Проанализировав рынок в поисках базовой платформы для нового самолёта, он остановил свой выбор на Aero Commander (Meyers) 200D, как обладающем наиболее прочным планером и попросил построить для него модификацию с турбовинтовым двигателем. Руководство Аэро Коммандер сообщило Лайону о сворачивании производства и, в качестве альтернативы, предложило приобрести права на конструкцию самолёта и построить указанную модификацию самостоятельно.
Лайон привлёк частных инвесторов к созданию корпорации Интерцептор (Перехватчик — англ. Interceptor) и в 1971 году получил сертификат типа на Interceptor 400.
К сожалению, самолёт сильно опередил своё время и в серийное производство запущен не был.

## Модели самолёта

### Meyers
- 200 — прототип, использован для сертификации, не продавался. Построено 2. Двигатель Continental O-470 230 л. с. (172 кВт) карбюраторный. Год постройки: 1953.
- 200A — первая серийная модель. Двигатель заменён на Continental IO-470 260 л. с. (194 кВт) инжекторный. Годы постройки 1959—1960. Построено 12.
- 200B — усилена хвостовая часть фюзеляжа, максимально допустимая скорость увеличена до 380 км/ч (236 mph, 205 kts). Двигатель Continental IO-470 260 л. с. (194 кВт) инжекторный. Годы постройки: 1961—1963. Построено 17.
- 200C — более высокая крыша кабины, лобовое стекло увеличенного размера. Двигатель Continental IO-470 260 л. с. (194 кВт) инжекторный; на части самолётов, как опция — Continental IO-520 285 л. с. (213 кВт) инжекторный. Год постройки: 1963. Построено 9.
- 200D — крепление обшивки крыла заклёпками с потайной головкой вместо заклёпок с полукруглой головкой. Двигатель Continental IO-520 285 л. с. (213 кВт) инжекторный в стандарте. Годы постройки: 1964—1965. Построено 9.

### Aero Commander
- 200D — привод триммера элеронов изменён с гидравлического на пружинный, что, несколько снизив эффективность триммера, упростило конструкцию. Двигатель Continental IO-520 285 л. с. (213 кВт) инжекторный. Годы постройки 1965—1967. Построено 75.
- 200E — версия 200D с удлинённым фюзеляжем и шестиместной кабиной. Двигатель Continental IO-520 285 л. с. (213 кВт) инжекторный. Сертифицирован, как Experimental-Exhibition. Год постройки 1966. Построено 2.

### Interceptor
- Interceptor 400 — версия Aero Commander 200D с герметичной кабиной. Конструкция топливных баков изменена с вкладных на кессон-баки, ёмкость баков увеличена вдвое до 606 л. (160 gal). Увеличена площадь оперения, усилена его конструкция. Двигатель Garrett AiResearch TPE331-6 400 л. с. (298 кВт) турбовинтовой. Год постройки 1969. Построен 1.

По данным Ассоциации Владельцев Самолётов Мейерс (англ. Meyers Aircraft Owners Association) по состоянию на июнь 2019 года пригодном к эксплуатации состоянии находятся 80-90 самолётов и ещё 10-15 могут быть восстановлены до лётного состояния с минимальными затратами.

## Лётно-технические характеристики
По данным Руководства по лётной эксплуатации Aero Commander / Interceptor 200D

### Технические характеристики
- Экипаж: 1 человек
- Пассажировместимость: 3 пассажира
- Длина: 7,42 м (24 фута 4 дюйма)
- Размах крыла: 9,30 м (30 футов 6 дюймов)
- Высота: 2,24 м (7 футов 4 дюйма)
- Площадь крыла: 15,00 м² (161,5 кв.фута)
- Профиль крыла: NACA 23015 (корневой), NACA 4412 (концевой)
- Масса пустого: 900,38 кг (1985 фунтов)
- Максимальная взлётная масса: 1360,78 кг (3000 фунтов)
- Масса полезной нагрузки: 460,40 кг (1015 фунтов)
- Вместимость топливных баков 4× по 75,71 литров (20 галлонов). Максимально 303 литра (80 галлонов)
- Двигатели: 1× Continental IO-520 атмосферный, инжекторный, шестицилиндровый, горизонтально-оппозитный, воздушного охлаждения
- Мощность: 1× 285 л. с. (213 кВт)

### Лётные характеристики
- Максимальная скорость: 348 км/ч (216 mph, 188 kts) на уровне моря
- Максимальная допустимая скорость: 380 км/ч (236 mph, 205 kts)
- Скорость сваливания: 100 км/ч (62 mph, 54 kts) в посадочной конфигурации
- Практическая дальность: 1529 км (950 миль, 825 морских миль) при 65 % мощности на 3048 м, полная заправка, навигационный резерв 45 мин.
- Практический потолок: 5639 м (18500 футов)
- Скороподъёмность: 7,4 м/с (1450 фт/мин) на уровне моря
- Взлётная дистанция: 350 м (1150 футов) на уровне моря
- Посадочная дистанция: 350 м (1150 футов) на уровне моря
- Нагрузка на крыло: 90,7 кг/м² (18,6 фунта/кв.фут)
- Тяговооружённость: 156,5 Вт/кг (10,5 фунта/л. с.)